# 3 juli
3 juli är den 184:e dagen på året i den gregorianska kalendern (185:e under skottår). Det återstår 181 dagar av året.

## Återkommande bemärkelsedagar

### Nationaldagar
- Belarus nationaldag

## Namnsdagar

### I den svenska almanackan
- Nuvarande – Aurora
- Föregående i bokstavsordning
  - Adina – Namnet infördes 1986 på 23 december. 1993 flyttades det till dagens datum, men utgick 2001.
  - Anatolius – Namnet fanns, till minne av en biskop i Mindre Asien på 200-talet, på dagens datum före 1901, då det utgick.
  - André – Namnet infördes på dagens datum 1986, men flyttades 1993 till 1 november och 2001 till 10 juli.
  - Aurelia – Namnet infördes på dagens datum 1986, men utgick 1993.
  - Aurora – Namnet förekom på 1790-talet på 10 mars, men utgick sedan. 1901 infördes det på dagens datum och har funnits där sedan dess.
- Föregående i kronologisk ordning
  - Före 1901 – Anatolius
  - 1901–1985 – Aurora
  - 1986–1992 – Aurora, André och Aurelia
  - 1993–2000 – Aurora och Adina
  - Från 2001 – Aurora
- Källor
  - Brylla, Eva (red.): Namnlängdsboken, Norstedts ordbok, Stockholm, 2000. ISBN 91-7227-204-X
  - af Klintberg, Bengt: Namnen i almanackan, Norstedts ordbok, Stockholm, 2001. ISBN 91-7227-292-9

### Finlandssvenska almanackan
- Nuvarande från 1995[1] – Egil, Ejvind, Öjvind
- I föregående revideringar[a][2]
  - 1929–1994 – Egil

## Händelser
- 987 – Två och en halv månad efter Ludvig lättingens död (antingen genom olyckshändelse eller förgiftning) väljer den franska adeln Hugo Capet till ny fransk kung, då de föredrar honom framför Ludvigs farbror Karl (Ludvig är 20 år vid sin död och har inga egna arvingar). Hugo Capet har nämligen tidigare visat prov på goda regentegenskaper och även visat sig vara en god fältherre. Därmed tar den karolingiska ättens tid på den franska tronen slut efter 236 år och Hugo Capet blir den förste av den capetingiska ätten, som direkt innehar den franska tronen i 341 år (till 1328), men sedan indirekt (med vissa avbrott under franska revolutionen) genom släktgrenarna Valois och Bourbon fortsätter att inneha den i ytterligare 520 år (till 1848), alltså i sammanlagt 861 år.
- 1720 – Sverige och Danmark undertecknar freden i Frederiksborg som en bekräftelse på det fredsavtal länderna har ingått i Stockholm en månad tidigare (den 3 juni). Freden avslutar striderna mellan de båda länderna under Stora nordiska kriget och därmed återstår endast Ryssland av de svenska fienderna under kriget (freden med ryssarna sluts den 30 augusti). Enligt fredsbestämmelserna med Danmark avstår Sverige från sin tullfrihet i Öresund och betalar ett krigsskadestånd på 600 000 riksdaler till Danmark, medan danskarna återlämnar de svenska provinser i Tyskland och Bohuslän, som de har erövrat under kriget.
- 1790 – Den svenska flottan, som sedan början av juni ligger instängd i Viborgska viken (vars mynning bevakas av den ryska flottan och där stränderna bevakas av ryska armén) bryter sig under kraftig beskjutning ut genom den ryska blockaden, varigenom 7 av 20 linjeskepp och 3 av 12 fregatter samt ett tiotal mindre fartyg går förlorade för svenskarna. Händelsen, som går till historien som Viborgska gatloppet, leder till att den svenska flottan kan dra sig tillbaka till flottbasen vid Sveaborg för återhämtning och en vecka senare (9–10 juli) besegra den ryska flottan i slaget vid Svensksund, vilket avsevärt förbättrar Sveriges situation vid fredsförhandlingarna, som avslutar det svensk-ryska kriget genom freden i Värälä den 14 augusti.
- 1844 – Fågelarten garfågel blir utrotad, då det sista dokumenterade paret slaktas på ön Eldey utanför Island. Det finns uppgifter om att man ska ha siktat levande exemplar över tio år senare, men detta är inte bekräftat. På 1860-talet hittar man i Kanada flera ben och mumifierade exemplar av fågelarten, men man vet inte när dessa dog. Idag finns endast uppstoppade exemplar på museer.
- 1863 – Efter tre dagar avslutas det blodiga slaget vid Gettysburg som blir vändpunkten i det amerikanska inbördeskriget, med seger för nordstatssidan. Förlusterna är ungefär lika stora på båda sidor (omkring 23 000 man på vardera sidan), men de är mer kännbara för sydstatssidan, eftersom nordstatarna i slagets inledning har haft tillgång till ungefär 23 000 fler soldater. När en ny kyrkogård för de stupade invigs i november håller president Abraham Lincoln ett berömt tal om frihet och demokrati i förhållande till krigets offer.
- 1866 – En preussisk här på 221 000 man besegrar en österrikisk-sachsisk armé på 206 000 man i slaget vid Königgrätz, som blir avgörande för det tyska enhetskriget, som har utbrutit tre veckor tidigare (14 juni). Kampen står nämligen om huruvida man ska skapa ett ”Stortyskland” (med Österrike inkluderat) eller ett ”Lilltyskland” (med Österrike uteslutet). Österrikarna förespråkar den ”stortyska” lösningen, medan preussarna hellre ser den ”lilltyska” lösningen, dels eftersom de då inte behöver konkurrera med österrikarna om vilken stat som ska vara ledande i det nya riket (Preussen eller Österrike), dels eftersom målet är att skapa en nation av tysktalande och det mångkulturella Österrike, med sina många slaviska folkgrupper, innehåller många fler språkgrupper än tyska. Genom den preussiska segern kan Preussen utesluta Österrike ur Tyska förbundet och istället ersätta detta med Nordtyska förbundet, som ett led på vägen mot en lilltysk lösning.
- 1890 – Idaho upptas som den 43:e delstaten i den amerikanska unionen.[3] Området har då tillhört USA som territorium sedan undertecknandet av Oregonfördraget 1846 och det tidigare vidsträckta Idahoterritoriet har sedan 1864 delats upp i flera mindre delar, så att det sedan dess endast har utgjorts av den nuvarande staten Idahos landområde.
- 1920 – Bill Tilden blir den första amerikanen som vinner herrsingeln i de brittiska Wimbledonmästerskapen i tennis. Det har då gått över 40 år sedan tävlingen grundades (1877) och tidigare har vinnarna antingen kommit från Storbritannien, Australien eller Nya Zeeland. Tilden vinner även året därpå och inleder därmed en nästan hundraårig period (förutom åren 1934–1936, då Fred Perry vinner tre år i rad), med enbart icke-brittiska segrare.
- 1940 – Attacken på Mers-el-Kébir är över.
- 1962 – Sedan den sju och ett halvt år långa Algerietrevolten har avslutats genom Evianfreden den 18 mars och en folkomröstning om Algeriets självständighet från moderlandet Frankrike har hållits den 1 juli (där 99,72 % av de röstande har röstat för självständighet) erkänner Frankrike denna dag Algeriet som självständigt.[4] Två dagar senare (5 juli) utropas Algeriet som självständig republik och den 132 år långa perioden som fransk koloni är över.
- 1976 – Den 20-årige svenske tennisspelaren Björn Borg vinner singelturneringen i de brittiska Wimbledonmästerskapen för första gången. Han vinner tävlingen fem gånger i rad (1976–1980) och alla utom en av de gånger han går till final.
- 1982 – Första permanenta "Lördagsstängt" på Systembolaget,[5] efter en provperiod 1981, beslut 1 juli, återgång till lördagsöppet 1 juli 2001!
- 1988
  - Den finländske brottslingen Juha Valjakkala och hans flickvän Marita Routalammi begår de så kallade Åmselemorden, då de dödar en familj på tre personer i Åmsele i svenska Västerbotten. Sedan Valjakkala har blivit frigiven ur finländskt fängelse den 1 maj befinner han och flickvännen sig på resa genom Sverige. I Åmsele stjäl de en cykel och när den pojke, som äger cykeln, och hans pappa söker upp dem, för att be dem återlämna cykeln skjuter de dem med ett avsågat hagelgevär. När mamman sedan ger sig ut för att leta efter sonen och maken blir hon av Valjakkala först nedslagen och sedan knivskuren i halsen och avlider omedelbart. Efter ett stort polispådrag grips förövarna i danska Odense en dryg vecka senare. Valjakkala döms till livstids fängelse och avtjänar straff till 2009, då han blir villkorligt frigiven.
  - Det amerikanska krigsfartyget Vincennes (CG-49) skjuter ner det iranska passagerarplanet Iran Air Flight 655 över Persiska viken, då amerikanerna misstar det för ett stridsflygplan i det pågående Iran–Irak-kriget. Då samtliga 290 ombordvarande omkommer är detta den sjunde dödligaste flygolyckan i världshistorien och den värsta någonsin i Indiska oceanen. Händelsen leder till en diplomatisk kris mellan USA och Iran, som avslutas först 1996 med att USA betalar 61,8 miljoner dollar till offrens anhöriga. USA har dock än idag (2025) inte tagit på sig ansvaret eller bett om ursäkt till Iran och än idag använder flygbolaget Iran Air flygnumret (655) till minne av offren, trots konventionen att flygnummer från havererade flygplan tas ur bruk.

## Födda
- 1423 – Ludvig XI, kung av Frankrike från 1461
- 1676 – Leopold I av Anhalt-Dessau, preussisk fältmarskalk
- 1728 – Robert Adam, brittisk arkitekt, inredningsarkitekt och möbelformgivare
- 1746 – Sofia Magdalena av Danmark, dansk prinsessa, Sveriges drottning 1771–1792 (gift med Gustav III)
- 1778 – Carl Ludvig Engel, tysk-finländsk arkitekt
- 1789 – Friedrich Overbeck, tysk målare, tecknare och illustratör
- 1854 – Leoš Janáček, tjeckisk tonsättare, musikteoretiker, folklorist, publicist och lärare
- 1866 – Albert Gottschalk, dansk målare
- 1869 – Thomas G. Burch, amerikansk demokratisk politiker, senator för Virginia 1946
- 1878 – George M. Cohan, amerikansk skådespelare, kompositör och textförfattare
- 1883 – Franz Kafka, tjeckisk-österrikisk judisk författare
- 1886 – Raymond A. Spruance, amerikansk amiral
- 1891 – Erik Johansson i Öckerö, svensk fiskare och socialdemokratisk riksdagspolitiker
- 1892 – Greatrex Newman, brittisk författare och manusförfattare
- 1899 – Ludwig Guttmann, tysk-brittisk neurolog och initiativtagare till Paralympiska spelen
- 1906 – George Sanders, brittisk-amerikansk skådespelare
- 1909 – Earl Butz, amerikansk republikansk politiker, USA:s jordbruksminister 1971–1976
- 1911 – Ottar Wicklund, norsk skådespelare
- 1919 – Hampe Faustman, svensk regissör och skådespelare
- 1921 – Susan Peters, amerikansk skådespelare
- 1923 – Charles Hernu, fransk politiker, Frankrikes försvarsminister 1981–1985
- 1927 – Ken Russell, brittisk regissör
- 1933 – Kjell Jansson, svensk skådespelare
- 1941 – Barbro Oborg, svensk skådespelare
- 1942 – Gunilla Bergström, svensk författare och illustratör, mest känd för böckerna om Alfons Åberg
- 1943 – Kurtwood Smith, amerikansk skådespelare
- 1949 – Leif Boork, svensk ishockeytränare och expertkommentator
- 1951 – Jean-Claude Duvalier, haitisk politiker, Haitis president diktator 1971–1986 med smeknamnet ”Baby Doc”
- 1952
  - Torvald Sund, norsk författare, dramatiker och barnboksförfattare
  - Laura Branigan, amerikansk sångare och skådespelare
- 1955
  - Glenn Grothman, amerikansk republikansk politiker
  - Walter Veltroni, italiensk politiker och journalist, Roms borgmästare 2001–2008
- 1956 – Montel Williams, amerikansk skådespelare och programledare
- 1959 – David Shore, kanadensisk manusförfattare
- 1960
  - Håkan Loob, svensk ishockeyspelare, VM-guld och kopia av Svenska Dagbladets guldmedalj 1987
  - Vince Clarke, brittisk musiker och låtskrivare
- 1962
  - Tom Cruise, amerikansk skådespelare och filmproducent
  - Thomas Gibson, amerikansk skådespelare
- 1964 – Yeardley Smith, amerikansk skådespelare
- 1968
  - Ramush Haradinaj, kosovoalbansk politiker, Kosovos premiärminister 2004–2005 och 2017–2019
  - Teppo Numminen, finländsk ishockeyspelare
- 1970 – Teemu Selänne, finländsk ishockeyspelare
- 1971 – Per Bolund, svensk politiker, statsråd 2014–2021, språkrör för Miljöpartiet 2019–2023
- 1974 – Jens Ohlin, svensk skådespelare och regissör
- 1983 – Niels Nielsen, svensk musiker, artist och musikproducent
- 1992 – Molly Sandén, svensk sångare, artist, programledare och röstskådespelare
- 1993 – Yuval Gonen, israelisk skådespelare, modell och dansare.

## Avlidna
- 187 f.Kr. – Antiochos III den store, seleukidisk kung av det hellenistiska syriska riket
- 1642 – Maria av Medici, Frankrikes drottning
- 1811 – William Chalmers, svensk köpman, grundare av sedermera Chalmers tekniska högskola
- 1863 – Little Crow, nordamerikansk siouxhövding
- 1901 – Hjalmar Håkansson, svensk operasångare, organist och kördirigent
- 1904 – Theodor Herzl, österrikisk judisk journalist, grundare av den moderna politiska sionismen
- 1918 – Benjamin Tillman, amerikansk demokratisk politiker, guvernör i South Carolina och senator för samma delstat
- 1935 – André Citroën, fransk bilkonstruktör, grundare av bilmärket Citroën
- 1952 – David Knudsen, norsk skådespelare
- 1969
  - Edward L. Alperson, amerikansk filmproducent och filmbolagsdirektör
  - Brian Jones, brittisk gitarrist i gruppen The Rolling Stones
- 1976 – Stina Bergman, svensk manusförfattare, författare och teaterregissör
- 1977 – Linnéa Hillberg, svensk skådespelare
- 1971 – Jim Morrison, amerikansk poet, låtskrivare och sångare, medlem i gruppen The Doors
- 1982 – Annibale Bugnini, italiensk katolsk ordenspräst, titulärärkebiskop av Diocletiana
- 1986 – Rudy Vallée, amerikansk sångare, saxofonist, orkesterledare och skådespelare
- 1991 – Gunnar Nybrant, svensk hydrolog och direktör
- 1994 – Lew Hoad, australisk tennisspelare
- 1995 – Pancho Gonzales, amerikansk tennisspelare
- 1997 – Sam Samson, svensk kompositör, kapellmästare, arrangör och pianist
- 1998 – Leo Häppölä, finländsk politiker, Finlands försvarsminister
- 1999 – Mimi Nelson, svensk skådespelare
- 2005 – Siv Ericks, svensk skådespelare
- 2007
  - Boots Randolph, amerikansk tenorsaxofonist
  - Alice Timander, svensk tandläkare, premiärlejon och skådespelare
- 2008
  - Harald Heide-Steen Jr., norsk skådespelare
  - Clive Hornby, brittisk skådespelare
- 2011 – Anna Massey, brittisk skådespelare
- 2012 – Andy Griffith, amerikansk skådespelare
- 2019 – Ann-Christine Gry, svensk konstnär, skådespelare och rekvisitör
- 2022 – Robert Curl, amerikansk kemist, mottagare av Nobelpriset i kemi 1996
- 2025 – Diogo Jota, portugisisk fotbollsspelare